# Alfa TV
Alfa TV – bułgarski kanał telewizyjny z siedzibą w Sofii. Istnieje i nadaje od 14 października 2011.